# Antonio Belaúnde Moreyra
Antonio Benito Gabriel Belaúnde Moreyra (París, 21 de marzo de 1927-Lima, 8 de diciembre de 2013) fue un diplomático, jurista, poeta, filósofo y ensayista peruano.

## Biografía
Hijo del diplomático y pensador católico Víctor Andrés Belaúnde Diez Canseco, expresidente de la Asamblea General de las Naciones Unidas, y de Teresa Moreyra y Paz-Soldán. Fue hermano del político Martín Belaúnde y del director de orquesta José Belaúnde, primo del expresidente Fernando Belaúnde y tío de José Antonio y Víctor Andrés García Belaúnde.
Realizó sus estudios escolares en el Colegio Maristas de San Isidro y cursó estudios superiores en la Pontificia Universidad Católica del Perú, de la que se graduó en Derecho (1953).
En 1953 se casó en  París con Yvonne Olschewski Cotoranu, con la cual tuvo tres hijas: Teresa, Yvonne, Luisa Elvira Belaúnde Olschewski.
En 1947, ingresó al Ministerio de Relaciones Exteriores como empleado administrativo y en 1953 al servicio diplomático. Desempeñó cargos en Alemania, México, Bélgica, Estados Unidos y la Comunidad Europea. En 1973, ascendió a embajador y fue destinado, luego, a Dinamarca. 
En 1980, fue designado embajador en Colombia, cargo había ocupado su padre en los 30s y que desempeñó hasta 1982. Desempeñándose en ese puesto, fue uno de los rehenes que logró escapar de la embajada dominicana en Bogotá durante su toma por el M-19 en 1980. En 1983, repitiendo el curso cronológico de servicios de su padre, fue transferido a la embajada peruana en Suiza, en la que se mantuvo hasta 1988. 
En 1994, fue nombrado brevemente embajador en Brasil. Al año siguiente, fue uno de los principales defensores de la paz para la desmilitarización de Itamaratay. Ese mismo año, fue asesor jurídico de la comisión de negociaciones presidida por Eduardo Ponce Vivanco en Río de Janeiro.
Especialista en Derecho Internacional Público, participó en todas las cuestiones fundamentales tratadas por la diplomacia peruana y muy especialmente las relativas a la reforma de la Carta de la OEA, la mediterraneidad de Bolivia, el derecho del mar, el contencioso peruano-ecuatoriano, el pacto amazónico, la deuda internacional del país, la defensa de la vicuña, los problemas de los estupefacientes y en particular la masticación de la coca. Y en temas recientes como nuestras servidumbres en Arica y las Reuniones de Río de Janeiro y Brasilia. 
Fue profesor de Historia de las Ideas Políticas en la Universidad Femenina del Sagrado Corazón (UNIFE) de Lima, miembro de la Sociedad Peruana de Filosofía, exdirector del Mercurio Peruano, Miembro del Ilustre Colegio de Abogados de Lima, fundador del cenáculo sanborjino de Filosofía con el filósofo Gustavo Flores Quelopana, Presidente Honorario del cenáculo de Filosofía Yachaywiñay, pertenece a la Sociedad Tomás de Aquino y al Instituto de la Paz (IIPCIAL).

## Obra
Ha escrito numerosos libros y artículos, siendo de especial importancia en el campo de las ciencias sociales Perú, Persona, Sombra y Alma: sobre la identidad nacional (2005). Según su hipótesis aplicando el esquema jungiano de persona, sombra y alma, es posible conocer el alma profunda del Perú, al cual ésta se le extravió, vive un desdoblamiento de la personalidad en el inconsciente colectivo profundo, desembocando en un complejo de Edipo mal resuelto, que hace que en la moralidad predomine la emotividad sobre la racionalidad. Pero sostiene que la recuperación del alma transita por la revitalización de nuestra fe cristiana, capaz de contrarrestar la hegemonía del dios Mamón. Subraya también el carácter excesivamente depresivo de lo que fue hasta hace poco la primera estrofa del Himno Nacional del Perú. Ese carácter depresivo había sido marcado por su amigo Julio Rivera Dávalos y consecuente con tal observación, el gobierno del Perú ha hecho el cambio, aunque sin adoptar el cambio integral de las letras propuesto por el señor Julio Rivera Dávalos.   
Otras obras destacadas son: Nuestro problema con el Ecuador (1994), Deuda y Derecho (1998), Comentarios a la definición de la agresión (2003),De rapto y tedio (2008), libro de poesías; Conatos literarios (2002), colección de relatos y traducciones de poemas; Nuevos Conatos (2008), Parménides y el argumento ontológico (2006), Bolívar y otros temas conexos (2007), Conatos en ciencias exactas (2009), entre ellos una demostración del Lema de Zorn; Alcance filosófico sobre César Vallejo y Antonio Machado (2006), El mar del Perú (2006). 
"Comentarios a la definición de la agresión" es un libro en que su autor deja traslucir su espíritu antimperialista -por entonces EE. UU. había invadido Irak- y su insobornable defensa de la paz mundial. En "Conatos literarios" y "Nuevos Conatos" incursiona en el género poco conocido llamado "silva", género que combina narraciones propias con traducciones de poemas de otros autores, cartas, memorias y anécdotas. Antonio Belaunde Moreyra debe ser considerado junto con Estuardo Núñez y Manuel Beltroy como uno de los grandes traductores de la literatura peruana.
La mayor parte de sus trabajos fueron publicados gracias a la estrecha colaboración de su editor, el mencionado filósofo Gustavo Flores Quelopana. Fue él precisamente quien le tomó el dictado sobre su último gran libro sobre derecho marítimo,Acerca del Mar. Sobre todo el nuestro.
Al respecto Gustavo Flores afirma: "Antonio Belaunde Moreyra tenía una memoria prodigiosa, llegaba al extremo de acordarse de la frase en que nos habíamos quedado en las semana anterior. Nos reunimos cada jueves durante cuatro meses en el Stark Buck de Chacarilla. Allí me dictó su magistral obra "Acerca del mar, sobre todo el nuestro". Se acordaba de una multitud de autores, libros, sitios geográficos, puertos, nombres de buques, entre otros detalles más. Nunca llevó a la reunión libro alguno. Acudía solamente a su acervo mental. A su enorme erudición le acompañaba un juicio certero y una redacción jovial de los asuntos más serios. Era sin duda uno de los ensayistas más importantes que hemos tenido en el Perú. Cuando el libro fue presentado en la Academia Diplomática tuve el placer de escuchar de su colega el diplomático Luis Solari Tudela un merecido elogio y reconocimiento de la obra como lo mejor escrito sobre derecho marítimo internacional. Y pensar que todas esas páginas salieron de su sesera mientras bebía una taza de chocolate y degustaba una galletas. Fue asombroso."
Ha ideado una concepción psico-socio-económica de las necesidades humanas y un método matemático para la medición del desarrollo, escritos que dejó inéditos. Por último dio a la imprenta una colección de ensayos sobre la Mentalidad participatoria, tema sobre el que discurrieron los filósofos Mariano Ibérico y Wagner de Reyna.
- Acerca del mar: sobre todo el nuestro. Volumen 1. 2011
- La mentalidad participativa y otros ensayos. 2010
- De rapto y tedio. 2009
- Conatos en ciencias exactas. 2009
- Nuevos conatos. 2008
- Bolívar y temas varios conexos. 2007
- Cuatro ensayos Socio – Jurídicos. 2007
- Alcance filosófico en César Vallejo y Antonio Machado. 2005
- Perú Persona Sombra y Alma. 2005
- El mar del Perú. Información Preliminar. 2005
- Parménides y el argumento ontológico y otros ensayos. 2005
- Commentaires à la définition de l'agression. 2003
- Conatos Literarios. 2003
- Deuda y derecho: un llamado a la equidad. 1999
- Avatares de una paradoja. 1996
- Nuestro problema con Ecuador. 1995
- La intercalación de conjuntos. 1974

- Datos: Q5576793